# ألي لارتر
الي لارتر (بالإنجليزية: Ali Larter)‏ ممثلة أمريكية وعارضة أزياء من مواليد 28 فبراير 1976 في تشيري هيل بولاية نيو جيرسي، معروفة بدورها في مسلسل الأبطال.

## الأعمال
- 2000: الوجهة النهائية 1 (الدور: كليري ريفيرس )
- 2001: مجرمون أمريكيون (الدور: زي )
- 2003: الوجهة النهائية 2 (الدور: كليري ريفيرس )
- 2007: ريزدنت إيفل: إكستنشن (الدور: كلير ريدفيلد)
- 2009: مهووسة (الدور: ليزا شيريدان)
- 2010: ريزدنت إيفل: أفتر لايف (الدور: كلير ريدفيلد)
- 1997: فجأة سوزان
- 1998: أطلق الرصاص علي!
- 2004: انتوراج
- 2006–2010: هيروز
- 2007: marigold

## وصلات خارجية
- ألي لارتر على موقع IMDb (الإنجليزية)
- ألي لارتر على موقع روتن توميتوز (الإنجليزية)
- ألي لارتر على موقع ألو سيني (الفرنسية)
- ألي لارتر على موقع أول موفي (الإنجليزية)
- ألي لارتر على موقع بوكس أوفيس موجو (الإنجليزية)
- ألي لارتر على موقع قاعدة بيانات الأفلام السويدية (السويدية)
- ألي لارتر على موقع إن إن دي بي (الإنجليزية)
- ألي لارتر على موقع قاعدة بيانات الفيلم (الإنجليزية)
- ألي لارتر على موقع كينوبويسك (الروسية)